# Fujian
Fujian /ˌfuːdʒiˈɛn/ (福建; romanizat alternativ ca Fukien sau Hokkien) este o provincie de pe coasta de sud-est a Chinei. Fujian se învecinează cu Zhejiang la nord, Jiangxi la vest, Guangdong la sud și strâmtoarea Taiwan la est. Capitala sa este Fuzhou și cel mai mare oraș după populație este Quanzhou, alte orașe notabile fiind orașul-port Xiamen și Zhangzhou. Fujian este situată pe coasta de vest a strâmtorii Taiwan, fiind cea mai apropiată geografic și cultural de Taiwan. Anumite insule, cum ar fi Kinmen, se află la numai aproximativ 10 km est de Xiamen în Fujian.
În timp ce populația sa este predominant de etnie Han, este una dintre cele mai diverse provincii din punct de vedere cultural și lingvistic din China. Dialectele grupului de limbi Min sunt cele mai vorbite în provincie, inclusiv dialectul Fuzhou și Min de Est din nord-estul Fujianului și diverse dialecte Min de Sud și Hokkien din sud-estul Fujianului. Capitala Fuzhou și orașul Fu'an din prefectura Ningde împreună cu orașul Cangnan din prefectura Wenzhou a provinciei Zhejiang formează regiunea lingvistică și culturală Min Dong din nord-estul Fujianului. Chineza hakka este vorbită de poporul Hakka din Fujian. Dialectele min, hakka și chineza mandarină sunt reciproc neinteligibile. Din cauza emigrării, o parte considerabilă din chinezii etnici din Taiwan, Singapore, Malaezia, Indonezia și Filipine vorbesc Min de Sud (sau Hokkien).
Cu o populație de 41,5 milioane de locuitori, Fujian ocupă locul 15 ca populație dintre provinciile chineze. În 2022 PIB-ul Fujianului a atins 5,31 trilioane CNY ¥ (790 miliarde USD în PIB nominal), clasându-se pe locul 4 în regiunea Chinei de Est și pe locul 8 la nivel național.  PIB-ul pe cap de locuitor al Fujianului este, la CN¥126,829 (US$18,856 în nominal), al doilea cel mai mare PIB pe cap de locuitor din toate provinciile chineze, după Jiangsu.  A beneficiat de proximitatea sa geografică cu Taiwanul. Ca urmare a războiului civil chinez, o mică parte din Fujianul istoric se află acum în Republica Chineză (Taiwan). Provincia Fujian a Taiwanului este formată din trei arhipelaguri în largul mării: Insulele Kinmen, Insulele Matsu și Insulele Wuqiu.
Fujian este considerată una din provinciile de frunte ale Chinei în domeniul educației și cercetării. În 2022 două orașe majore s-au clasat în primele 65 de orașe din lume (Fuzhou pe locul 50 și Xiamen pe locul 63) după rezultatele cercetării științifice, conform Nature Index.

## Orașe
| Amplasare in Fujian | Oras (abreviere)               | Suprafata    | Locuitori (2002) |
| ------------------- | ------------------------------ | ------------ | ---------------- |
|                     | Fuzhou (chineză: 福州市)       | 12.153 km²   | 5,97 Mio.        |
|                     | Xiamen⁠(d) (chineză: 廈門市)    | 1.640,2 km²  | 1,57 Mio.        |
|                     | Putian⁠(d) (chineză: 莆田市)    | 3.928 km²    | 3 Mio.           |
|                     | Sanming⁠(d) (chineză: 三明市)   | 22.930 km²   | 2,67 Mio.        |
|                     | Quanzhou (chineză: 泉州市)     | 11.220,5 km² | 6,57 Mio.        |
|                     | Zhangzhou⁠(d) (chineză: 漳州市) | 12.874 km²   | 4,53 Mio.        |
|                     | Nanping⁠(d) (chineză: 南平市)   | 26.278 km²   | 3,05 Mio.        |
|                     | Longyan⁠(d) (chineză: 龍岩市)   | 19.027 km²   | 2,87 Mio.        |
|                     | Ningde⁠(d) (chineză: 寧德市)    | 13.452 km²   | 3,24 Mio.        |